# Даждбог
Даждбог (Дажбог, Дайбог, Дабог) е бог, почитан от някои славянски народи преди тяхната християнизация и вероятно свързван със слънцето.

## История
Единствените писмени източници за Даждбог са от Киевска Рус, като в тях се споменава почитането му по времето на Владимир I (10 – 11 век). Персонаж с подобно име се среща и в сръбския фолклор.

## Етимология
Името на Даждбог се свързва със старославянското дати (давам, въздавам, възнаграждавам, раждам плод) и повелителната му форма дажд (дай, дари). Т.е. „Даващ бог“, „Даряващ бог“ или „Дайбог“, „Дайбоже“. Според някои автори името трябва да се обясни с древноиранското даги – горя, обгарям. Най-близкия паралел на думата Дъжд е в древния източноирански или авестийски език, в който съществува дума „Дазда“ (dazdâ, dazda) – Дарове.
Баба-дайхан е бог на плодородието в Согдиана. (Дядо-земеделец). Бобо-и дехкон, се среща също между узбеките и се предполага че е заимстван от ираноезичните народи на Средна Азия.

## Особености
Древните руси особено са почитали Даждбог, като са се считали за негови внуци.
Съпруга на Даждбог е богинята на водите и покровителка на реките, ручеите и водоемите Даня (Дана). Техни деца са двете Зори – Вечерница и Зорница, а синът им се наричал Орей. Зорница е съпруга на бог Хърс. Орей, чието име произлиза от „орал“ има трима сина и една дъщеря. Дъщерята се казва Либеда (Либед, Лыбедь) – Бял лебед. Имената на тримата братя са Кий, Щек (Пащек) и Хорив (Горовато). В руските народни приказки съществува митологичен сюжет за тримата братя и тяхната сестра, богатиршата Белия лебед, която владее „живата“ вода и „подмладяващата“ ябълка. Тримата братя са изпратени при нея да вземат тази ябълка и живата вода. Почти същият сюжет съществува и в българските народни приказки („Тримата братя и златната ябълка“).
Важното място на Даждбог в руската традиция се потвърждава и от факта, че той е едно от шестте върховни божества, въздигнати във „Великия“ пантеон на киевския княз Владимир I.